# Chaetothyriales
Chaetothyriales is een orde van Eurotiomycetes uit de subklasse Chaetothyriomycetidae.

## Taxonomie
De taxonomische indeling van Chaetothyriales is als volgt:
- Familie: Chaetothyriaceae
- Familie: Coccodiniaceae
- Familie: Cyphellophoraceae
- Familie: Epibryaceae
- Familie: Herpotrichiellaceae
- Familie: Lyrommataceae
- Familie: Microtheliopsidaceae
- Familie: Paracladophialophoraceae
- Familie: Pyrenotrichaceae
- Familie: Trichomeriaceae